# Старая Сарепта (музей-заповедник)
Историко-этнографический и архитектурный музей-заповедник «Старая Сарепта» — крупный культурный, интересный, туристический, научно-исследовательский и методический центр Волгограда. Выставочный комплекс «Старой Сарепты» занимает площадь в 7,1 га, включает 27 строений, из которых 23 - федеральные памятники XVIII–XIX веков, постоянные исторические и этнографические экспозиции, сменные выставки художников, фотографов, мастеров декоративно-прикладного творчества.

## История создания
Музей-заповедник «Старая Сарепта» был создан в 1989 г. на базе сохранившегося историко-архитектурного комплекса колонии религиозного братства гернгутеров Сарепта. Сарепта была первой и единственной колонией Братского Союза гернгутеров на территории России. Сарептяне внесли значительный вклад в развитие экономики и культуры Нижнего Поволжья. Среди них были историки, археологи, этнографы, энтомологи и ботаники.
В мае 2014 года в одном из корпусов музея-заповедника открылся первый в России музей горчицы. Место для музея выбрано не случайно: в Сарепте было положено начало разведению отечественной горчицы, возникли первые заводы в России по переработке горчицы, и это место в XIX и начале XX века  являлось центром горчичной промышленности России.

## Директора музея
- Попов Петр Павлович[3]
- Мальченко Анатолий Андреевич
- Баженов Александр Юрьевич
- Столбина Юлия Геннадьевна

## Немецкая экспериментальная библиотека
Находится на втором этаже старинного здания, построенного гернгутерами в 1779 году. Крупнейшее собрание литературы на немецком языке на юге России. Фонд библиотеки насчитывает более 15 тысяч книг на немецком, русском и английском языках по многим отраслям знаний. Инициатором появления библиотеки в музее в 1992 году стал Иоханн Трауб, руководитель библиотечного управления правительственного округа Арнсберг (Германия)

## Центры культур
В музее-заповеднике работают 4 центра культур: русской, калмыцкой, татарской и немецкой. Центр немецкой культуры имени Братьев Лангерфельд входит в состав региональной немецкой культурной автономии и работает при музее-заповеднике "Старая Сарепта" с 1990 года.  В русский центр музея входит клуб исторической реконструкции и ролевого моделирования "Алатырь". 

## Схема музея
|                                                       | 1А — Дом незамужних сестёр. |
| 1Б — Дом холостых братьев.                            |                             |
| 2 — Кирха.                                            |                             |
| 3 — Дом общинной управы.                              |                             |
| 4 — Дом пастора.                                      |                             |
| 5 — Дом аптекаря.                                     |                             |
| 6 — Дом жилой.                                        |                             |
| 7 — Винокурня.                                        |                             |
| 8 — Постоялый двор.                                   |                             |
| 9 — Дом жилой А.К.Беккера.                            |                             |
| 10 — Торговая лавка Гольдбаха.                        |                             |
| 11 — Дом жилой колониста.                             |                             |
| 12 — Дом жилой богатого колониста.                    |                             |
| 13/1 — Дом Лангерфельда.                              |                             |
| 13/2 — Вдовий дом.                                    |                             |
| 13/3 — Дом жилой со свечной мастерской.               |                             |
| 14 — Дом жилой.                                       |                             |
| 15 — Дом жилой.                                       |                             |
| 16 — Дом жилой.                                       |                             |
| 17 — Производственный корпус горчичного завода Глича. |                             |
| 18 — Административный корпус горчичного завода Глича. |                             |
| 19 — Конюшня.                                         |                             |
| 21 — Дом жилой.                                       |                             |
| 22 — Склад Кноблоха.                                  |                             |
| 23 — Склад Кноблоха.                                  |                             |

## Галерея

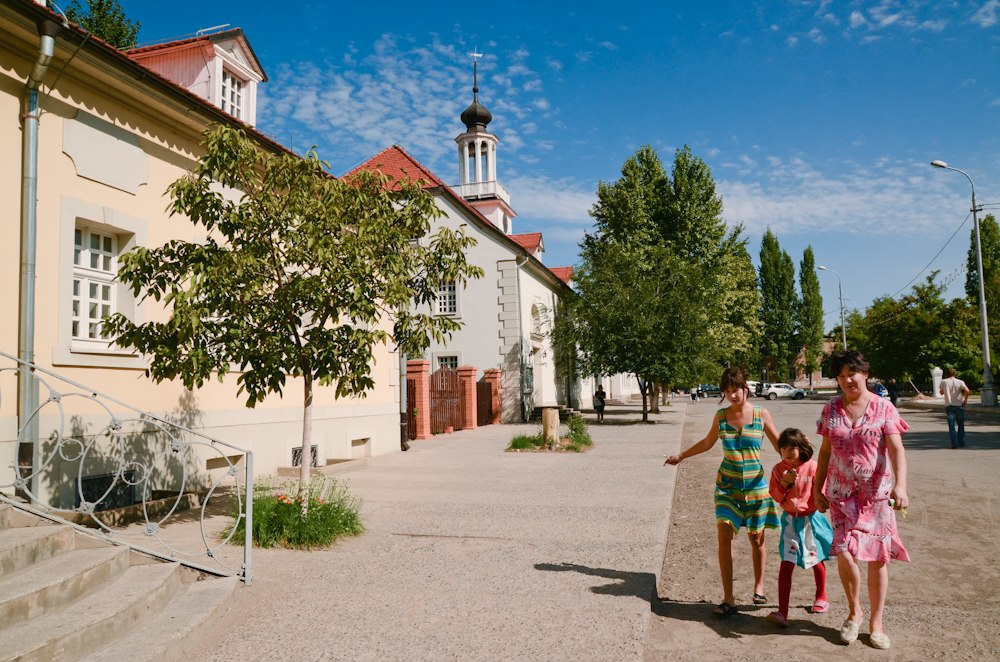
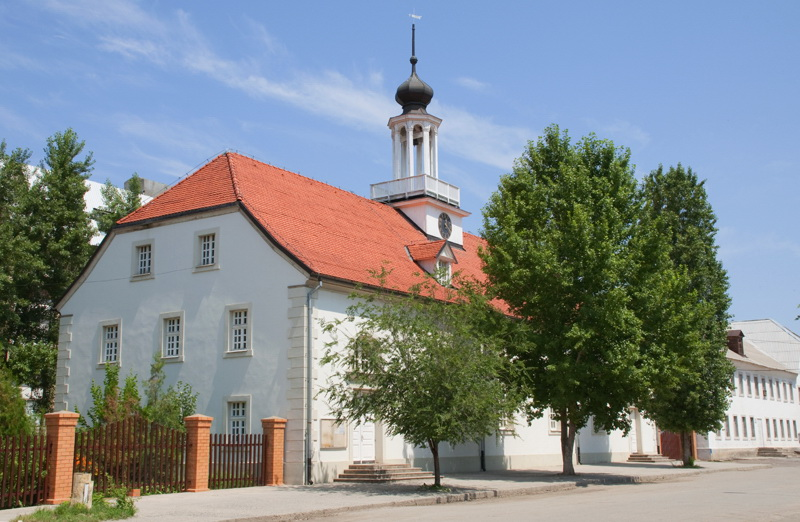
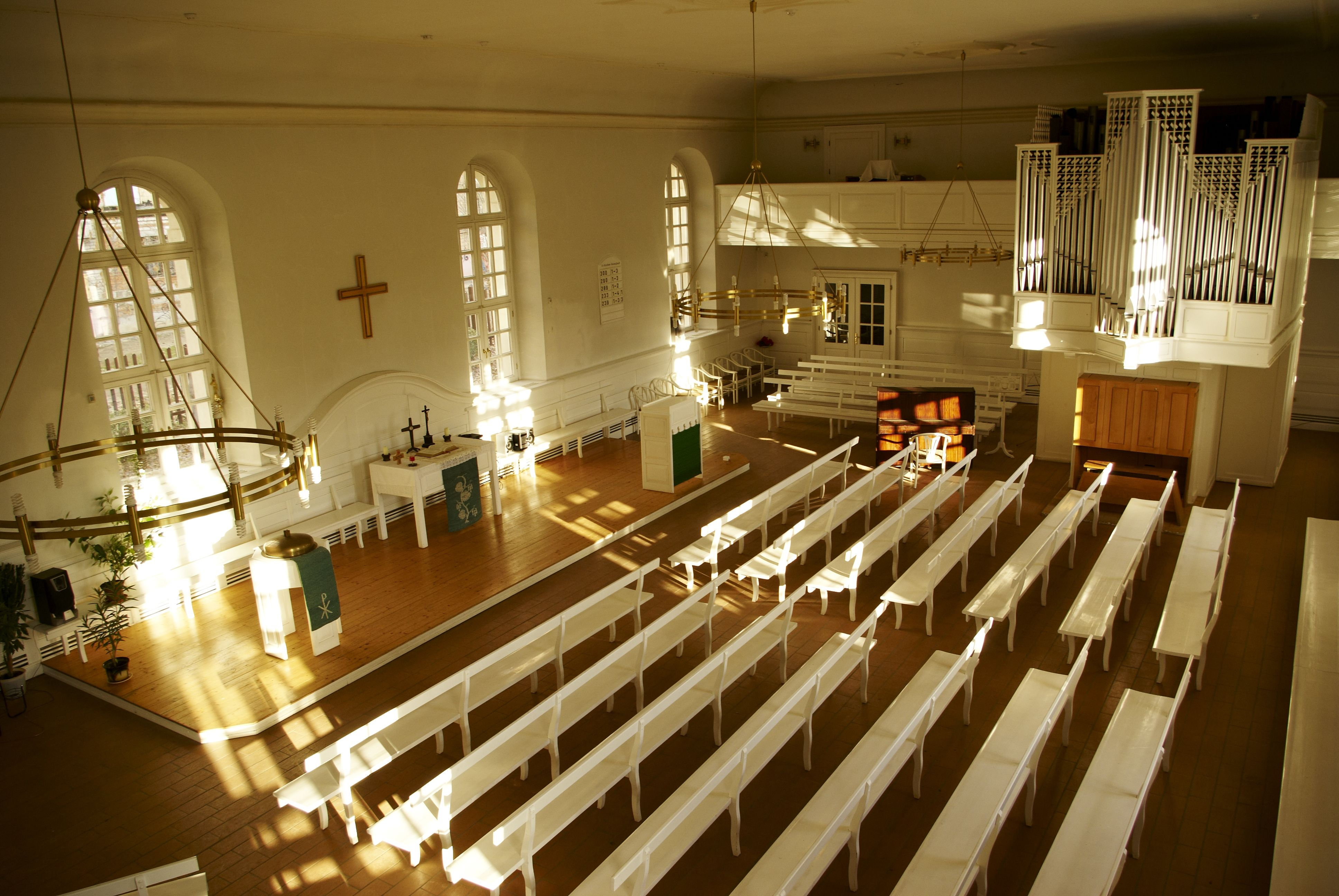
Зал современной Сарептской кирхи